# Чеботарская
Чеботарская (также Михайловская; укр. Чоботарська, крымскотат. Çоbatar, Чобатар) — маловодная балка на юго-западном берегу Крыма, на территории Сакского района Крыма. Длина водотока 21,0 километра, площадь водосборного бассейна — 139 км². Название балки Чеботарская впервые встречается в «Списке населённых мест Таврической губернии по сведениям 1864 года».
Начинается в районе села Межгорное одноимённой балкой, ранее называвшейся овраг Чары Джилга, пролегает с востока на запад. Согласно справочнику «Поверхностные водные объекты Крыма» притоков не имеет, при этом там же значится балка Горьковская (она же Геройская), длиной 12,0 км с площадью водосборного бассейна 46,4 км², впадающая в Чеботарскую справа, в 4,5 км от устья. Впадает в Сакское озеро у села Михайловка, в пресную восточную оконечность, отделённую запрудой, лежащую на 0,66 сажени (около 1,4 м) ниже уровня моря — изначально это был залив (лиман) озера, который был перегорожен дамбой и устроен Михайловский пруд с пресной водой. Водоохранная зона балки установлена в 100 м.
Подрусловые воды балки используются для водоснабжения — действует Чеботарский водозабор, извлекающий воду из Сарматского водоносного горизонта и питающий Евпаторию и Саки.